# Кюнга Лекпа Юнне Г'ялцен
Кюнга Лекпа Юнне Г'ялцен Пел Санпо (тиб. ཀུན་དགའ་ལེགས་པའི་འབྱུང་གནས་རྒྱལ་མཚན་དཔལ་བཟང་པོ; 1308– 1330) — 9-й діші (імператорський наставник) Тибету в 1327—1330 роках.

## Життєпис
Походив з аристократичного роду Чжамьянгон з клану Кхен. Син Санпопала, сак'я-трицзін (настоятеля) школи Сак'я і данса-ченпо (старшого теократичного очільника) Тибету, й Мачіг Йон Дагмо. Здобув класичну освіту школи Сак'я з тибетського буддизму. 1323 року при поділі батьківських володінь отримав ладран Лханкан та титул данса (настоятель-правитель).
1327 року після смерті брата Кюнга Лотро Г'ялцена призначається імператором Єсун-Темуром на посадудіші (імператорського наставника), що опікувався справами буддизму в імперії. 1328 року прибув до Ханбалику.
Невдовзі в імперії почалася боротьба за владу: за короткий проміжок змінилося декілька імператорів, що негативно позначилося на статусі діші. Під час такої боротьби імператор Хошіла 1329 року позбавив Кюнга Лекпа Юнне Г'ялцена посади діші, призначивши свого ставленика — Рінчен Драка. Проте смерть Хошіли призвела до повернення на трон Туг-Темура, який поновив Лекпа Юнне на посаді. Але той помер наступного року. Посадідіші отримав його брат Кюнга Г'ялцен Пелсанпо.